# Мишкольцская улица (Вологда)
Мишкольцская улица — улица в Южном жилом районе Вологды. Названа в честь города-побратима — Мишкольца. Пересекается с улицами Можайского и Болонина. На участке между от улицы Болонина до улицы Можайского одностороннее движение (в сторону улицы Можайского). По Мишкольцской улице проходят маршруты городского автобуса № 7 и № 28.

## История

Вид на перекрёсток с улицей Болонина

Застройка кварталов, примыкающих к современной Мишкольцской улице началась в 1960 году. На свободной территории были построены типовые пятиэтажные многоквартирные дома, предназначенные преимущественно для железнодорожников. До октября 1973 года улица Мишкольцская называлась Ботанической. Переименование улицы связано с установлением дружественных связей между городами Вологдой и Мишкольцем Боршодской области Венгерской Народной Республики, делегация которого побывала в Вологде в 1972 году и ознакомилась с жизнью города, вопросами городского хозяйства и промышленного производства.

## Учреждения
На улице Мишкольцской находится детский сад № 8, а на перекрёстке с улицей Болонина — школа № 29.